# Papierwaren
Papierwaren (schweiz. Papeteriewaren) ist die Bezeichnung einer Gruppe von Industrieerzeugnissen, die sich neben und aus der Kartonagefabrikation als selbstständiger Zweig entwickelt hat.
Während das Stoffgebiet der letzteren die Verarbeitung von Pappe bildet, ist für Papierwaren leichteres Material charakteristisch. Papierwaren sind Massenartikel zu kurzem Gebrauch, bedruckt oder blank, gestanzt, gepresst, geklebt, wie z. B. Papiertüten, Einschlagpapiere, Packseidenpapier, Packpapier, Papiersäcke, Pilsdeckchen, Pappteller, Papierlaternen, Toilettenpapier, Küchenkrepp und Sargschmuck sowie Reklame-, Spiel-, Scherz- und Karnevalartikel und Ähnliches. Das Kriterium ist: ordinäre Massenherstellung und vorübergehender Gebrauch.
Neben den Papierwaren gibt es die Branche der Schreibwaren mit Briefpapier, Schreibheften, Blöcken, Briefumschlägen, Notiz- und Geschäftsbüchern, Gratulations- und Ansichtskarten und vielem anderen mehr.

## Quelle
- Otto Lueger: Lexikon der gesamten Technik und ihrer Hilfswissenschaften. Bd. 1 Stuttgart/Leipzig 1920, S. 499.